# География Брянской области
Брянская область — субъект Российской Федерации, расположенный в западной части Восточно-Европейской равнины. Занимает среднюю часть бассейна Десны и водораздел между ней и Окой. Граничит с двумя государствами и четырьмя областями РФ.

## Географическое положение
Брянская область входит в состав Центрального экономического района и Центрального федерального округа Российской Федерации. На западе она граничит с Республикой Беларусь (Гомельской и Могилёвской областями), на юге — с Украиной (Черниговской и Сумской областями), на севере — с Калужской и Смоленской областями, на востоке — с Орловской и Курской областями. Общая протяжённость её границ составляет около 3366 км, из них с Белоруссией — 355 км, с Украиной — более 350 км.
Крайними точками Брянской области являются следующие координаты: на севере (в Рогнединском районе) — 54°02′10″ с. ш. 33°35′24″ в. д., на юге (в Севском районе) — 51°50′39″ с. ш. 34°22′42″ в. д., на западе (в Красногорском районе) — 53°01′43″ с. ш. 31°14′32″ в. д., на востоке (в Карачевском районе) — 53°04′02″ с. ш. 35°19′17″ в. д.. Общая площадь области составляет 34 900 км², протяжённость с севера на юг — около 190 км, с запада на восток — около 270 км.

## Климат
Согласно метеорологическим показателям, климат области является умеренно континентальным с тёплым летом и умеренно холодной зимой. Среднегодовая температура воздуха постепенно повышается с севера на юг от +4,5° (Рогнедино) до +5,9° (Севск).
Зима в Брянской области продолжается в среднем 155 дней. Этот сезон можно условно разделить на два периода: предзимье и зиму. Первый период, свойственный климату более южных районов России, длится 20-30 дней и наблюдается почти ежегодно. Он характеризуется притоком тёплого воздуха с юга или запада и временным образованием снежного покрова, что благоприятно для озимых. Зима наступает в первой половине ноября, в это время замерзают водоёмы. Устойчивый снеговой покров образуется в конце ноября или в начале декабря, держится в среднем 100—120 дней и достигает в конце февраля максимальной толщины 20—40 см. Зима в области сравнительно мягкая, преобладает пасмурная погода, сопровождающаяся снегопадами. За зиму выпадает 160 мм осадков. Самым холодным месяцем является январь со средней температурой −7°,−9°. Абсолютный минимум температур воздуха достигает −37…−41 °С.
В атмосферной циркуляции преобладает западный перенос с Атлантического океана, для которого характерна частая смена волн тёплого и холодного воздуха. Это приводит к неустойчивости погодных процессов, вследствие чего в разные годы весна может быть ранней или поздней, затяжной или короткой, тёплой или холодной. Началом весны принято считать то время, когда среднесуточная температура воздуха становится выше +5 °C (обычно около 8—15 апреля), однако даже в мае ещё возможны заморозки. В весенний период выпадает около 100 мм осадков, что составляет 16 % от годовой суммы.
Лето обычно наступает в 20-х числах мая, когда среднесуточная температура воздуха превышает +15 °C, и продолжается в среднем 105—110 дней. Самый тёплый месяц — июль, средняя температура воздуха находится в пределах +18,8…+19,5 °С. Абсолютный максимум температуры по области достигает +36…+37 °С. В среднем за лето выпадает 220—230 мм осадков.
Осень начинается в первых числах сентября и продолжается около 70 дней. Погода в сентябре обычно ясная и солнечная, однако на вторую его половину приходятся средние многолетние сроки осенних заморозков. В начале октября возможны возвраты тепла, так называемое «бабье лето», которые продолжаются 5—7 дней. Для конца осени характерна пасмурная погода с затяжными дождями. За осенний период выпадает 120 мм осадков. Сезон заканчивается в середине ноября, когда среднесуточная температура опускается ниже 0 °C.
По количеству осадков Брянская область относится умеренно увлажнённым районам. Среднегодовое количество осадков колеблется от 560 до 640 мм. Наибольшее количество их выпадает на северо-западе, а наименьшее — в районе узкой полосы Трубчевск — Новозыбков — Клинцы (500—550 мм). На остальной части территории осадки выпадают в количестве 550—600 мм. Наибольшее количество осадков выпадает в июле, а наименьшее — в зимние месяцы. Продолжительность вегетационного периода составляет 180—200 суток.

## Рельеф
Западная часть Восточно-Европейской равнины, в пределах которой расположена Брянская область, состоит из пониженных и возвышенных пространств. На территории области сочетаются плоские моренно-зандровые равнины Приднепровской и Полесской низменностей, а также возвышенные, сильно расчленённые эрозионные равнины высотой 200—250 м (западная часть Среднерусской и южная часть Смоленской возвышенностей). В целом рельеф области представляет собой слабоволнистую равнину с общим пологим склоном с северо-востока и востока на юго-запад. В пределах области высота местности над уровнем моря изменяется, примерно, от 288 до 125 м.
Река Десна делит территорию области на две различные по рельефу части. Правобережье Десны возвышенное (в Дубровском районе у села Алешня находится самая высокая точка области — 288,3 м над уровнем моря), его склоны изрезаны короткими, глубокими балками и оврагами, многочисленными ручьями и речками. Особой изрезанностью отличается правобережье Десны от Брянска до Трубчевска. Неподалёку от деревни Переторги Выгоничского района располагается крупнейший действующий овраг Европейской части России. Во время дождей ручьи выносят из него массу мелкозёма в русло Десны, ускоряя её обмеление. В Севском районе, изрезанность рельефа реками достигает глубины 85 м.
Левобережье Десны представляет собой полого-волнистую низменность. У посёлка Белая Берёзка Трубчевского района находится самая низкая точка области — 125 м над уровнем Балтийского моря.

## Гидрография

### Реки
Территория области покрыта довольно густой речной сетью — около 125 рек общей протяжённостью 9 тыс. км. Почти все реки принадлежат к бассейнам Чёрного и Каспийского морей — линия Волго-Днепровского водораздела находится в 20 км к северо-востоку от Брянска, около села Батогово. Около 99 % рек области относится к бассейну Днепра и имеют южное или юго-западное направление, и только верховья рек Рессета, Вытебеть, Обельна, Лютая, Цон и Лубна (1 %) — относятся к бассейну Оки и протекают в северо-восточном направлении. Основным источником питания рек являются атмосферные осадки (55 %), около 24 % приходится на подземные воды и 21 % — за счёт притока вод из соседних областей. В засушливые годы роль грунтового питания возрастает.
Наиболее крупной рекой Брянской области является Десна. Это первый по длине и второй по величине бассейна левобережный приток Днепра. Её длина составляет 1130 км, площадь бассейна 89173 км². Десна берёт своё начало из болота около деревни Налеты, в 9 км северо-восточнее города Ельня Смоленской области и впадает в реку Днепр в 6 км севернее Киева. В пределах области Десна течёт с северо-востока на юго-запад через всю восточную часть, принимая ряд притоков (реки Судость, Снов, Болва, Снежеть, Навля, Нерусса, Ветьма). Протяжённость реки в пределах области — около 500 км, ширина поймы — от 4 до 6 км, а русла — от 50 до 180 м, наибольшая глубина — 12 м.
Река Ипуть — вторая по величине река области, протекает по западной части области в юго-западном направлении, относится к бассейну реки Сож. Её длина составляет 437 км, площадь бассейна — 10900 км². Ширина поймы достигает 2 км, а русла (в межень) — от 6 до 80 м. Глубина реки — от 1 до 3 м.
Третья по размерам река — Беседь, тоже приток Сожа. Она пересекает западную часть Брянской области (посёлок Красная Гора в 98 км от устья — начало судоходной части реки). Берёт начало на юге Смоленской области, близ деревни Никулиной. Протяжённость реки 260 км. Площадь бассейна — около 5,6 тыс. км². В пойме находится много озёр и болот.
Крупнейшие реки Брянской области:
| Название | Длина реки, км | Длина реки, км     | Площадь бассейна, км² | Расход воды, м³/с | Устье |
| Название | Общая          | В пределах области | Площадь бассейна, км² | Расход воды, м³/с | Устье |
| -------- | -------------- | ------------------ | --------------------- | ----------------- | ----- |
| Десна    | 1130           | 500                | 89173                 | 360               | Днепр |
| Ипуть    | 437            | 290                | 10900                 | 83,4              | Сож   |
| Беседь   | 261            | 54                 | 5600                  | 27,8              | Сож   |
| Снов     | 253            | 50                 | 8705                  | 24                | Десна |
| Болва    | 213            | 92                 | 4340                  | 22                | Десна |
| Судость  | 208            | 195                | 5850                  | 18,9              | Десна |

### Озёра
На территории области насчитывается 49 крупных озёр, различных по происхождению: пойменные, котловинные и запрудные. Крупнейшим является озеро Кожаны, площадью около 429 га. Оно является остатком огромного древнего водоёма, вытянутого с северо-запада на юго-восток на 40 км, богато торфом, запасы которого определяются в 38 млн т. В данный момент озеро быстро зарастает болотной растительностью. В различных стадиях зарастания находятся наиболее древние из карстовых озёр — Большой, Средний и Малый Жерон, расположенные недалеко от Трубчевска.
Пойменные озёра располагаются, главным образом, в пойме Десны: Марково, Хвощное, Хотьня, Боровень, Глухое, Перебой, Уступ. На территории Жуковского района находятся самые большие из пойменных озёр — Ореховое и Бечино. В Трубчевском районе находится озеро Солька, известное по циклу рассказов И. С. Тургенева «Записки охотника».
Другую большую группу озёр составляют котловинные. На территории области они представлены карстовыми и реликтовыми формами. Среди карстовых озёр можно выделить лесное озеро Святое, площадью 16 га, расположенное между железнодорожной станцией Ржаница и разъездом Тросна. Наиболее молодым из лесных карстовых озёр является озеро Бездонное, расположенное около деревни Старое Лавшино Жуковского района. Его площадь составляет 22 га, а глубина достигает 20 и более метров. Оно является крупнейшим в северной части области.

### Искусственные водоёмы
В области имеется много искусственных водоёмов. Некоторые из них занимают значительную территорию. Так, площадь Белобережского озера составляет 300 га, Бытошского пруда — 260 га. В хозяйствах области насчитывается свыше 1000 прудов.

### Подземные воды
В Брянской области три основных горизонта подземных вод. Первый находится в мелах и мергелях меловой системы, второй — в песках меловой системы, а третий, самый глубокий, — в водоносных слоях девонской системы — девонский артезианский горизонт. Питьевое, хозяйственное и промышленное водоснабжение большей, южной, части Брянской области базируется на меловых водоносных горизонтах. Северная часть области, в том числе и город Брянск, потребляет артезианские воды верхнедевонского горизонта. Толща трещиноватых доломитов и известняков мощностью 100—125 м обеспечивает сооружение единичных и групповых скважинных водозаборов (с дебитом скважин 1-3,5 тыс. м³/сут). Всего в Брянске действует около 100 артезианских скважин большой мощности, а на территории области их более 2000. Локальные воронки депрессии водозаборов городов Новозыбков, Унеча, Клинцы и других ограничиваются местной гидрографической сетью. Воды гидрокарбонатные кальциево-магниевые пресные. Воды меловых водоносных горизонтов отличаются умеренной жёсткостью, незначительным содержанием солей (0,2—0,4 г/л). По мере углубления в девонские известняки жёсткость воды увеличивается, минерализация повышается (до 0,6 г/л).
Область также богата минеральными лечебно-столовыми водами, водами высокой минерализации и рассольными, как правило, бромными водами. Они приурочены к среднедевонским, верхнепротерозойским и архейско-протерозойским отложениям. Недалеко от Брянска фонтанируют артезианские воды с минерализацией 8,4 г/л. Наиболее минерализованные воды приурочены к Унечской впадине, в которой опущены блоки кристаллического фундамента. Вблизи Клинцов ряд артезианских водоносных горизонтов даёт воду с минерализацией от 5 до 45 г/л.

## Полезные ископаемые
Большинство полезных ископаемых на территории Брянской области залегает на незначительной глубине или непосредственно на поверхности земли, что существенно облегчает их добычу и разработку.
Одним из основных полезных ископаемых Брянской области является торф. Торфяники в пределах области занимают территорию в 82 тыс. га. Если учитывать лесные торфяные залежи, то общая площадь составляет 125 тыс. га. В 1875 году на торфяном месторождении Пальцо Брянского района был построен первый в России торфяной завод. Наиболее крупные месторождения торфа в области — «Кожановское», «Ректа» в Клинцовском районе, «Чистое», «Тёплое» — в Брянском, «Вязовское» — в Жуковском. Долгое время торф использовался главным образом в качестве топлива, в том числе на крупнейших электростанциях области: Брянской ГРЭС, Клинцовской, Суражской ТЭЦ, на ряде предприятий Клинцов, Суража, Трубчевска.
В Клинцовском районе на дне озёр Кожаны и Драготимель находится крупное месторождение сапропеля. Его мощность достигает 9 метров. Залежи сапропеля имеются также в Новозыбковском, Почепском, Стародубском и Трубчевском районах.
На территории области расположены месторождения фосфоритов. Они находятся в основном на левобережье Десны. Их запасы составляют свыше 150 млн т. В 1883 году недалеко от посёлка Сеща Дубровского района появилось первое фосфоритомольное производство России. Наиболее крупными месторождениями фосфоритов являются Полпинское, Батаговское, Стекляннорадицкое, Сельцовское, Белобережское, Сещинское и Хотмировское. В настоящее время используется лишь Полпинское месторождение, расположенное на северо-восточной окраине Брянска. Его запасы определяются в 62 млн т.
В 1990-х годах на территории области был выявлен и оценён новый перспективный тип месторождений — фосфатных титан-цирконовых россыпей. Они приурочены к отложениям кампанского яруса верхнего мела и прослежены на расстояние в 140 км в окрестностях Унечи, где горизонт выходит на поверхность. Ширина зоны россыпей по варьируется от 20 до 40 км. Эта площадь получила название Унеча-Крапивенской зоны. Пески содержат ильменит, лейкоксен, рутил, циркон и другие минералы. Содержание пятиокиси фосфора в пределах горизонта варьирует от 3 до 16 %, среднее 8-9 %. Суммарные прогнозные ресурсы категорий Р1-3 всей Унеча-Крапивенской зоны оцениваются в 4416,4 млн т (283,6 млн т P2O5).
В Брянской области большое количество месторождений мела. Наиболее крупными являются: Фокинское, Орловские дворики, Бежицкое, Брянское, Сельцовское, Смолевичское, Соколовское, Лопатинское, Княжское. Большинство месторождений комплексные, то есть запасы мела могут использоваться для разных целей (в качестве сырья для стекольной промышленности, для производства строительной извести, силикатного кирпича, а также для производства удобрений). К югу от Погара, в окрестностях деревень Марковск и Лукин, расположено крупное месторождение натуральных мергелей — Марковско-Лукинское. Важное значение имеет Выгоничское месторождение мергеля.
Балансом запасов полезных ископаемых по Брянской области учтено одно крупное — Фокинское (Брянское) месторождение цементного сырья в Дятьковском районе. Месторождение комплексное, служит источником мела, глины и трепела. Известно также Навлинское месторождение трепела. Мощность пласта на данных участках колеблется от 2 до 30 метров. В Брасовском районе разведано Погребское месторождение трепелов, сырьё с которого пригодно для производства термолита.
На территории области находятся месторождения кварцевых песков (Козловское и Снежетьское); комплексное месторождение титана, циркония, стекольного и формовочного сырья (Новозыбковское); тугоплавких глин (Синий Колодезь); керамзитового сырья (Белобережское, Полпинское, Туличевское, Пильшинское); кирпично-черепичного сырья (Балахоновское, Фокинское, Клинцовское, Чубаровское, Гришина Слобода, Гукалинское, Беседьское, Алымовское, Суражское, Покровщинское, Селецкое, Глубочкинское, Кривой Сад, Стародубское, Добречское, Бяковское, Кокоревское); песков для строительных работ и производства силикатных изделий (Барсукова Грива, Мостовое, Навлинское, Бежицкое, Смолевичское, Перевозское, Дыбовское, Полужское, Пойма р. Дёсенка); песчано-гравийного сырья (Борознинское).

## Почвы
На территории области преобладают подзолистые, дерново-подзолистые и серые лесные почвы. На зандровых равнинах севера и запада, в условиях более влажного климата и более глубокого промывания, преобладают подзолистые и дерново-подзолисто-глеевые почвы. На юге и востоке, где осадков меньше, — серые лесные. В долинах рек Десны, Судости, Ипути — дерново-аллювиальные почвы. Подзолистые почвы занимают примерно 65 % площади области, серые лесные — около 25 %. Менее распространены аллювиальные, торфяно-болотные и перегнойно-карбонатные почвы.

## Растительность
Брянская область расположена в южно-таёжной и подтаёжной природных зонах, только крайняя юго-восточная часть входит в лесостепь. Такое положение обуславливает своеобразие растительного покрова. Лесистость составляет 32,4 % (около 1 млн га), леса распространены неравномерно. Наиболее крупные лесные массивы тянутся почти 30-километровой полосой по левобережью Десны (см. Брянские леса), несколько меньшие — вдоль Судости и Ипути. Малолесные районы — около Суража, Погара, Красной Горы, Стародуба и Гордеевки. По правобережью рек леса, как правило, отсутствуют. Типичен переходный характер от таёжных хвойных лесов к лесам широколиственным. На долю хвойных лесов приходится 46 %, на долю лиственных — 54 %. Наиболее ценными являются сосновые леса, занимающие 41 % лесопокрытой площади; значительная часть занята берёзой (23 %) и осиной (15 %). Распространены также ель, дуб, ольха чёрная, ясень, клён, липа, граб и другие. Подлесок образуют лещина, бересклет, рябина, калина, крушина, можжевельник. Всего в лесах насчитывается около 80 видов деревьев и кустарников. Общие запасы древесины — около 100 млн м³.
В напочвенном покрове развиты мхи и кустарниково-травянистые растения: грушанка, ортилия, брусника, черника, сныть, пролесник многолетний, копытень европейский, плауны, хвощи и папоротники. Местами лежит голая подстилка из опавшей хвои.
Большую роль в природном ландшафте области играют луга. Под ними занято 18 % всей территории. Более половины из них — суходольные луга, остальная площадь распределена поровну между заливными и заболоченными лугами в поймах рек. В луговой растительности преобладают злаковые, разнотравно-бобово-злаковые и разнотравно-осокозлаковые (лабазник (таволга), купальница, мятлик луговой, лапчатка гусиная, манжетка, раковая шейка, луговик и т. д.).
Около 3,6 % территории области занимают болота. В основном это низинные болота грунтового питания, однако встречаются и верховые болота. Наличие меловых отложений способствует появлению вод, богатых кальцием. Поэтому здесь встречаются растения, более требовательные к минеральным веществам. Характерный для низинных болот травяной покров состоит из осок, хвощей, тростника и т. д. Они дают торф высокой теплотворной способности.
Растительность водоёмов представлена камышом озёрным, рогозом и тростником; жёлтыми кубышками и белыми кувшинками. Поверхность воды покрывают скопления ряски, многокоренника и отдельные растения водокраса (или лягушечника). В озёрах большое количество элодеи канадской, местами присутствуют скопления рдестов.

## Животный мир
В лесах Брянской области сохранились дикие животные. Из копытных встречаются лось, косуля, кабан. Акклиматизированы пятнистый олень и европейская лань. Из пушных — бурый медведь, волк, лисица, енотовидная собака, рысь, куница, горностай, ласка, лесной хорёк, европейская норка, выдра, барсук, белка, суслик, хомяк, бобр обыкновенный, заяц-беляк, заяц-русак, крот и т. д.
Более 200 видов птиц обитает на территории области. Во всех лесных районах встречаются рябчики, вальдшнепы, тетерев-косач. В группе елово-осиновых лесов и на моховых болотах, а также в сосновых борах сохранились глухари. Постоянным обитателем брянских лесов является дятел. Через область лежит путь осенних и весенних пролётов многих водоплавающих птиц: гусь гуменник, белолобый гусь, реже лебедь-кликун. В районах области гнездятся пять видов уток: кряква, чирок-трескунок, чирок-свистунок, широконоска и шилохвость, которые прилетают к моменту вскрытия рек. Из куликовых распространены чибис, бекас, дупель. Оседлыми птицами являются совы. В области гнездятся также представители степной полосы — луговой лунь, полевой лунь, серая куропатка, перепел, и широко распространённые серая ворона, сорока, чёрный ворон, воробьи, перелётные грачи, скворцы, ласточки. Среди насекомоядных птиц можно выделить иволгу, жаворонка, синицу, мухоловку, зяблика, пеночку и соловья.
Из земноводных наиболее распространены травяная и зелёная лягушки. В лесных районах изредка встречаются серая и зелёная жабы. Пресмыкающиеся представлены живородящей, прыткой ящерицей и безногой змееобразной ящерицей веретеницей. В области обитают два вида змей: уж обыкновенный и гадюка обыкновенная.

### Ихтиофауна
Рыбохозяйственный фонд области составляют реки: Десна, Судость, Навля, Ипуть. Ихтиофауна представлена 44 видами рыб, относящихся к 10 семействам. Широко распространены лещ, густера, щука, окунь, карась, плотва, линь, краснопёрка. Реже встречаются жерех, язь, судак, сом, елец. Семейство карповых представлено семнадцатью видами.

## Охрана природы и экологическое состояние
Вследствие аварии на Чернобыльской АЭС радионуклидами загрязнено 30 % общей площади лесного фонда области. На этой территории размещено 42 лесничества, входящих в состав 15 лесхозов. С учётом уровня радиоактивного загрязнения лесов внесены изменения в режим ведения лесного хозяйства. Прекращены все виды деятельности в лесах с плотностью загрязнения 15 и выше Ки/км².
На сегодняшний день на территории области располагается 128 особо охраняемых природных территории регионального значения. Всего природно-заповедный режим включает 297 территорий и объектов общей площадью почти 206 тыс. га, что составляет 5,9 % от территории области, в том числе государственный природный биосферный заповедник «Брянский лес» площадью 12,2 тыс. га, 20 государственных заказников площадью 116,3 тыс. га, 288 государственных памятников природы областного значения, а также, лечебно-оздоровительные местности площадью 4478 га. В составе флоры заповедника «Брянский лес» — 4 вида, включённые в Красную книгу России (венерин башмачок настоящий, пальчатокоренник длиннолистный, пыльцеголовник красный и надбородник безлистный) и 45 охраняемых и редких растений области. Также на территории заповедника находятся под охраной краснокнижные чёрный аист, змееяд, скопа, беркут, большой подорлик, малый подорлик, орлан-белохвост.